# Courcelles (Clichy)

Courcelles est un ancien hameau qui se trouvait dans l'actuelle commune de Levallois-Perret. Il a donné son nom à la voie parisienne qui y conduisait, la rue de Courcelles, puis au boulevard de Courcelles.

## Situation
Le hameau s'étendait en retrait de la rive de la Seine au nord de l'actuelle rue Paul-Vaillant-Couturier, au voisinage de l'actuel parc de la Planchette. Il dépendait de la paroisse de Clichy-la-Garenne. 

Plan de Paris, ses faubourgs et ses environs, 1730-1739, sur lequel on peut voir Courcelles en haut à gauche.

## Histoire
Le hameau de Courcelles faisait autrefois partie de la seigneurie de Courcelles. Celle-ci avait été adjointe à celle de Clichy avec les sires de Beaumont au XIIIe et au XIVe siècle, avant d'en être séparée lors de partages de famille, puis d'y être à nouveau rattachée.
Au commencement du XVIIe siècle, Courcelles n'était encore qu'un simple hameau, mitoyen du village de la Planchette dont il était comme une dépendance. Il figure ainsi dans les cartes de Paris et des faubourgs de 1734 à 1739. Le hameau s'étendait le long du grand chemin de Clichy à Neuilly par Villiers-la-Garenne (actuelle rue Paul-Vaillant-Couturier),. Il était accessible depuis Paris par le chemin de Courcelles (actuelle rue du Président-Wilson), à ne pas confondre avec son homonyme parisienne.
Le 30 juin 1866, Napoléon III promulgue une loi de création de la commune de Levallois-Perret, loi prenant effet le 1er janvier 1867. La commune incorpore le hameau de Courcelles, alors situé sur la commune de Clichy.

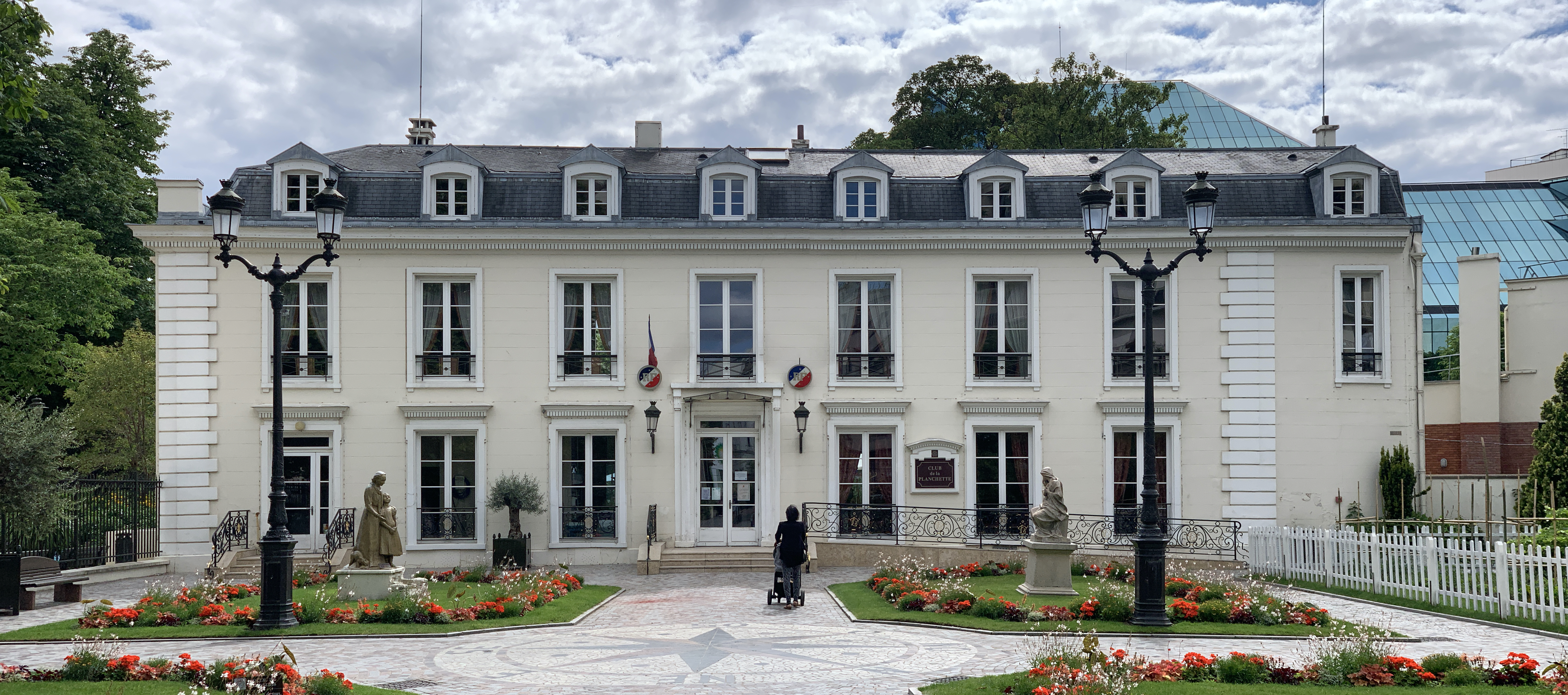
Résidence de la famille Bérenger dans le parc de la Planchette.